# GNOME 3

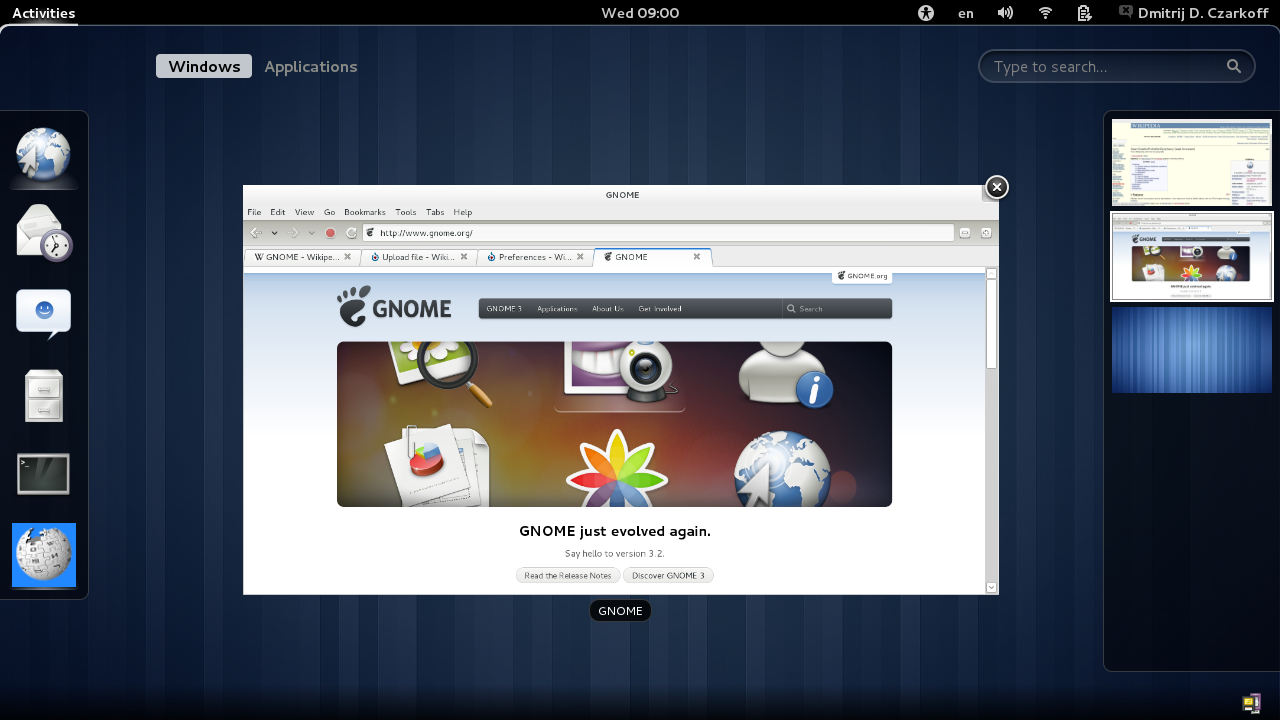
GNOME 3.2 Shell con el navegador web Epiphany.

GNOME 3 es la tercera versión principal del entorno de escritorio GNOME. La versión se caracterizó por un importante  cambio en las tecnologías implementadas por sus predecesores, GNOME 3 introdujo una interfaz de usuario radicalmente diferente. Fue el primer lanzamiento de GNOME en utilizar un shell gráfico unificado conocido como GNOME Shell. También introdujo soporte para el protocolo de visualización Wayland y agregó integración con otras tecnologías clave como Flatpak durante su ciclo de vida de desarrollo. Si bien la planificación flexible comenzó en 2004, no se anunció oficialmente hasta 2008 y recibió un lanzamiento inicial en 2011. Fue reemplazado por GNOME 40 en 2021.

## Características
Gran parte de los cambios en la interfaz de usuario de GNOME 3 se basaron en intentos de simplificación y replanteamiento de los flujos de trabajo informáticos de escritorio tradicionales. Evitando los colores beige presentes en GNOME 2 en favor de un moderno negro y gris, se implementó una nueva apariencia, que se conoció como Adwaita.

## Recepción
GNOME 3 tuvo una recepción muy mixta. Su sucesión como el enfoque continuo de The GNOME Project fue el ímpetu para la bifurcación de GNOME 2 conocida como el entorno de escritorio MATE, así como la creación del entorno de escritorio Cinnamon, que sigue convenciones estilísticas de escritorio más tradicionales. La primera adopción de GNOME 3 en una importante distribución de Linux fue la versión 15 de Fedora Linux. Canonical, que había dejado de contribuir al código base de GNOME 3, optó por dejar de agrupar un GNOME Shell para Ubuntu y, en su lugar, lanzó su Unity shell. Canonical finalmente comenzó a usar una versión personalizada de GNOME Shell en 2017, cuando lanzó Ubuntu 17.10. Por otra parte, openSUSE lo incluyó en la versión 12.1.